# Flughafen Tiksi

i7
i11
i13
Der Flughafen Tiksi (russisch Аэропорт Тикси, IATA-Code: IKS, ICAO-Code: UEST) befindet sich vier Kilometer nordöstlich von Tiksi, Russland, und wurde in den 1950er Jahren als Sammelpunkt für Bomber der sowjetischen Fernfliegerkräfte errichtet, damit diese die Vereinigten Staaten erreichen können. Er wird regelmäßig von Tupolew Tu-95 bei Militärübungen genutzt, beispielsweise 1999, als Bomber Flüge in die kanadische Arktis übten. Zwei Flugplätze in der Nähe (Tiksi Nord und Tiksi West) sind seit Jahrzehnten verlassen und, wie auf Satellitenbildern zu sehen, nicht mehr nutzbar.

## Schließung 2012

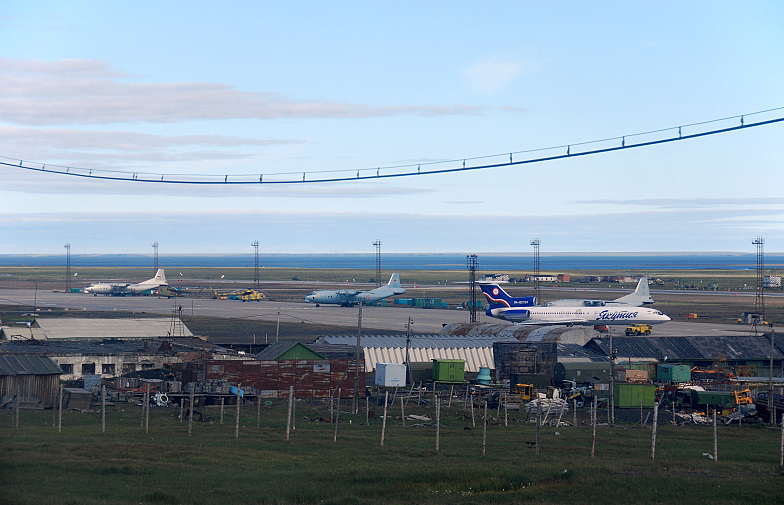
Flugplatz Tiksi im Jahr 2008

Der Flugplatz wurde 2012 ohne Mitteilung am 1. Oktober 2012 vom Eigentümer, dem Verteidigungsministerium, wegen der unsicheren Start- und Landebahn und notwendiger Reparaturarbeiten geschlossen. Die Schließung war weder mit der Kommunalregierung noch mit der Staatsregierung koordiniert. Obwohl die Stadt mit Winterstraßen angebunden war, beeinträchtigte die Schließung die Zustellung von Medikamenten, Nahrungsmitteln und anderen essentiellen Produkten, und im Februar 2013 waren die Heizkessel der Stadt für längere Zeit außer Betrieb. Der Vorfall erreichte auch die obersten Instanzen der russischen Regierung. Premierminister Dmitri Medwedew sagte im April 2013: „Das Verteidigungsministerium beging einen großen Fehler und gefährdete die Existenz eines ganzen Dorfes. Das ist ein Skandal.“ Verhandlungen zwischen dem Verteidigungsministerium und der Regierung von Jakutsk führten zu einer Zustimmung eines Service mit Antonow An-24 ab Juni 2013. Die Rekonstruktion der Start- und Landebahn in verschiedenen Phasen war für 2014 geplant mit Vollendung im Jahr 2015 oder 2016.[veraltet]
Im Juli 2014 berichtet die ITAR-TASS über die Ankündigung von Roman Filimonow (Leiter der Bauabteilung des Verteidigungsministeriums), dass Russland sechs Militärstädte in der Arktischen Region bauen werden würde. „Dies werden geschlossene Zonen mit komfortablen Lebens- und Arbeitsbedingungen sein“, sagte er, und fügte hinzu: „Wir stellen die Infrastruktur des Flughafen Tiksi. Wir hoffen, dass die Bauarbeiten nächstes Jahr abgeschlossen werden“.
Anfang 2018 kündigte die russische Seekriegsflotte an, neben anderen arktischen Basen auch den Flughafen Tiksi  bis 2021 zu modernisieren.

## Fluggesellschaften und Reiseziele
Die Fluggesellschaft Polar Airlines flog im Jahr 2014 regelmäßig nach Jakutsk, während Yakutia Airlines nach Moskau-Wnukowo und Jakutsk flog.

## Unfälle und Zwischenfälle
- Eine Lissunow Li-2 der Aeroflot/Polar stürzte am 13. Oktober 1964 während schlechter Sicht in einen Berg. Keiner der 5 Insassen starb.[7]
- Am 26. September 1969 stürzte eine Antonow An-2 der Polarluftflotte der Aeroflot während des Landeanflugs in der Nacht 2,5 Kilometer entfernt vom Flughafen ab. Fünf der sechs Insassen starben.[8]
- Ein ähnlicher Unfall ereignete sich am 9. Oktober 1986, als eine Antonow An-2R der Aeroflot während des Fluges gegen einen Berg flog. Die Anzahl der Passagiere und Todesopfer ist unbekannt.[9]
- Eine Antonow An-30A der Mjatschkowo Awia stürzte am 22. März 1992 auf dem Weg von Tschokurdach nach Tiksi wegen eines Pilotenfehlers ab. Alle 10 Insassen starben.[10]
- Während der Landung stürzte eine Antonow An-2TP der Sacha Awia am 27. Dezember 1995 ab. Es gab keine Todesfälle, jedoch entstand ein Totalschaden am Flugzeug[11]
- Am 19. Dezember 2016 stürzte eine Il-18 der russischen Luftstreitkräfte beim Anflug auf den Flugplatz ab. Unter den 39 Passagieren gab es keine Todesfälle, jedoch wurden einige verletzt ins Krankenhaus gebracht.[12][13]